# Pan European Game Information
Pan European Game Information (förkortat PEGI) är en europeisk standard för åldersrekommendationsmärkning av datorspel. Märkningen är frivillig från utgivarens sida men stöds av alla större spelutgivare världen över.

## Historik
Åldersmärkningssystemet lanserades våren 2003 av Interactive Software Federation of Europe (ISFE) för att standardisera åldersmärkningarna i Europa.

## Märkningar

### Åldersrekommendationer
| Länder   | 3 år | 7 år | 12 år | 16 år | 18 år |
| -------- | ---- | ---- | ----- | ----- | ----- |
| Standard |      |      |       |       |       |
| Portugal |      |      |       |       |       |

Den nuvarande designen togs fram is 2010. Fram tills juni 2009 hade ikonerna svart bakgrund, men sedan dess har PEGI tagit fram färgkodade ikoner, med rekommendationerna under 7 år med en grön bakgrund, 12 och 16 år med en orange bakgrund och 18 år med en röd bakgrund.
I Portugal skiljer sig vissa åldersgränser på grund av ländernas lagstiftning. Portugal ändrade 3 till 4 och 7 till 6. Finland ändrade 12 till 11 och 16 till 15, fram tills 1 januari 2007.

### Beskrivande symboler
Det finns symboler som visar om ett spel innehåller grovt språk, diskriminering, droger, skräck, sex, våld eller spel om pengar. På senare tid har det även dykt upp märkning om spelet ger möjlighet till uppkoppling till Internet och kontakt med andra människor.
| Symbol | Beskrivning         |
| --- | ------------------- |
| grovt språk: en pratbubbla med diverse ihopsatta tecken för att indikera att en svordom har blivit yttrad. | Grovt språk         |
| | Diskriminering      |
| | Droger              |
| | Skräck              |
| | Spel om pengar      |
| | Köp inuti spel      |
| | Internetuppkoppling |
| | Sex                 |
| | Våld                |

### Innehåll i spel enligt åldersrekommendationer
- PEGI 3 -spel kan endast innehålla mycket litet (komiskt eller barnsligt) våld. Spel får inte innehålla olämpligt språk eller några ljud eller bilder som kan vara skrämmande för yngre barn.[2]
- PEGI 7 -spel kan innehålla bilder eller ljud som kan skrämma små barn. Endast litet (implicit eller fiktivt) våld kan förekomma i spel.[2]
- PEGI 12 -spel kan innehålla något mer avslöjande våld mot fantasikaraktärer eller fiktivt våld mot människoliknande karaktärer. Spel kan också innebära svagt eller icke explicit sexuellt innehåll eller svaga svordomar. Även hasardspelliknande material eller skräckeffekter kan förekomma i spel.[2]
- PEGI 16 -spel kan innehålla våld som ser ut liknande än i det verkliga livet. Sexuellt innehåll i dessa spel kan inkludera t.ex. erotisk nakenhet eller samlag utan synliga könsorgan. Spel kan också innebära grovt språk eller bruk av alkohol, tobak eller droger.[2]
- PEGI 18 används när spelet innehåller grovt våld, omoraliskt dödande eller våld mot försvarslösa offer. Denna åldersklassificering inkluderar också spel som innehåller explicita sexuella scener, förhärligande av olaglig drogmissbruk eller skildringar som kan uppmuntra hat mot vissa grupper av människor.[2]